# Człowiek roku w niemieckiej piłce nożnej
Człowiek roku w niemieckiej piłce nożnej (niem. Mann des Jahres im deutschen Fußball) – nagroda indywidualna w Niemczech przyznawana przez magazyn sportowy Kicker osobie uznanej w danym roku za  najwybitniejszą w futbolu niemieckim.
Wyróżnienie było przyznawane od 1990 do 2019 pod nazwą Człowiek Roku, od 2020 nagroda nosi nazwę Osobowość Roku. Otrzymują go zarówno piłkarze, jak i trenerzy oraz działacze. Dotychczas pięć osób otrzymało tytuł dwa razy.

## Zdobywcy
Człowiek Roku
- 1990 Franz Beckenbauer, trener reprezentacji Niemiec
- 1991 Karl-Heinz Feldkamp, trener – 1. FC Kaiserslautern
- 1992 Erich Ribbeck, trener – Bayern Monachium
- 1993 Winfried Schäfer, trener – Karlsruher SC
- 1994 Volker Finke, trener – SC Freiburg
- 1995 Berti Vogts, trener reprezentacji Niemiec
- 1996 Thomas Helmer, zawodnik – Bayern Monachium
- 1997 Otto Rehhagel, trener – 1. FC Kaiserslautern
- 1998 Otto Rehhagel, trener – 1. FC Kaiserslautern
- 1999 Lothar Matthäus, zawodnik – Bayern Monachium
- 2000 Rudi Völler, trener reprezentacji Niemiec
- 2001 Oliver Kahn, zawodnik – Bayern Monachium
- 2002 Michael Ballack, zawodnik – Bayer 04 Leverkusen/Bayern Monachium
- 2003 Felix Magath, trener – VfB Stuttgart
- 2004 Thomas Schaaf, trener – Werder Brema
- 2005 Thomas Doll, trener – Hamburger SV
- 2006 Franz Beckenbauer, działacz– Komitet Organizacyjny mistrzostw świata 2006
- 2007 Ivan Klasnić, zawodnik – Werder Brema
- 2008 Franck Ribéry, zawodnik – Bayern Monachium
- 2009 Felix Magath, trener – VfL Wolfsburg / FC Schalke 04
- 2010 Bastian Schweinsteiger, zawodnik – Bayern Monachium
- 2011 Joachim Löw, trener reprezentacji Niemiec
- 2012 Jürgen Klopp, trener – Borussia Dortmund
- 2013 Franck Ribéry, zawodnik – Bayern Monachium
- 2014 Joachim Löw, trener reprezentacji Niemiec
- 2015 Dirk Schuster, trener – SV Darmstadt 98
- 2016 Toni Kroos, zawodnik – Real Madryt
- 2017 Christian Streich, trener – SC Freiburg
- 2018 Fredi Bobic, działacz – Eintracht Frankfurt
- 2019 Jürgen Klopp, trener – FC Liverpool

Osobowość Roku
- 2020 Hans-Dieter Flick, trener – Bayern Monachium
- 2021 Robert Lewandowski, zawodnik – Bayern Monachium